# Raïna Raï
Pour les articles homonymes, voir Raina (homonymie) et Raï (homonymie).
Raïna Raï (arabe : راينا راي) est un groupe algérien de musique raï. Originaire de Sidi Bel-Abbès, leur style de musique qui mêle raï, rock et diwane.

## Historique

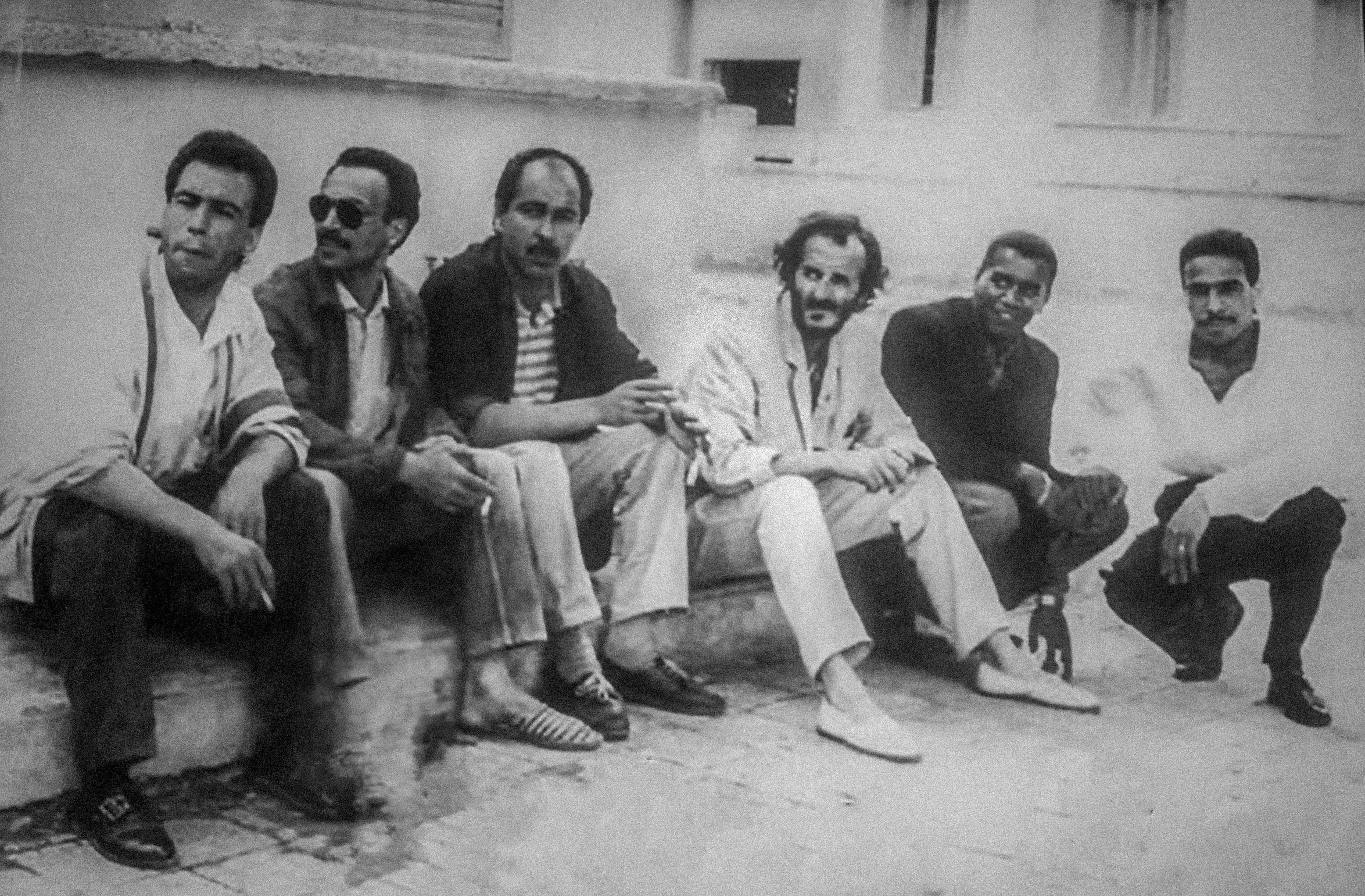
Le groupe Raïna Raï, de gauche à droite : Djilali Amarna, Kada Zina, Hachemi Djellouli et Lotfi Attar.

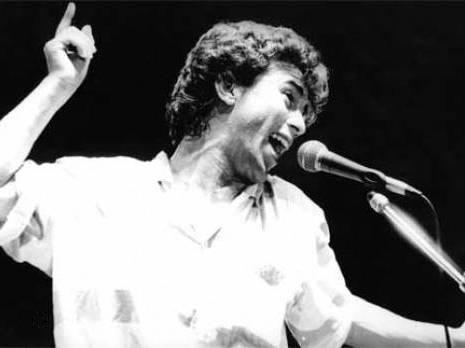
Djilali Razkallah dite Djilali Amarna, décédé en 2010, à la suite d'un cancer. Voix mythique du groupe Raïna Raï et groupe Amarnas, il est l'alter égo de Lotfi Attar, sa disparition lui laisse un immense vide.

Le groupe Raïna Raï a été créé en décembre 1980 à Paris par quatre musiciens originaires de Sidi Bel Abbès en Algérie. Ce groupe est lancé par des anciens chanteurs des groupes Les Aigles noirs et Les Basiles sous l'impulsion de Tarik Chikhi. Il fait son apparition à l'occasion d'un concert de soutien à la radio Radio Soleil. Ses membres fondateurs sont Tarik Naïmi Chikhi, Kaddour Bouchentouf, Lotfi Attar et Hachemi Djellouli. Quelques mois après, Raïna Raï intègre Djilali Rezkallah en tant que chanteur en remplacement de Kada.
Ils reprennent des anciennes chansons composées par Les Aigles noirs et d'autres encore comme Ya Zina Diri Latay du chanteur Kadri dziri et Hmama de Blaoui Houari. Raïna Raï sort son premier album en 1982, Ya Zina Diri Latay, puis l'an suivant un deuxième, Hagda. En 1985, il publie son troisième album, Rana Hna.
Au début des années 1990, les membres du groupe se sont séparés. En 2011, le groupe se reconstitue avec des sons nouveaux. Le groupe n'a jamais cessé de se recomposer depuis sa création, au gré de nombreuses séparations et reformations.
Le groupe est devenu célèbre en Algérie, mais aussi à travers le monde. L'ancien chanteur du groupe, Djilali Rezkellah est mort en 2010. Tarik Chikhi, est mort en 2019 et a été inhumé au cimetière de Sidi Bel Abbès.

## Style

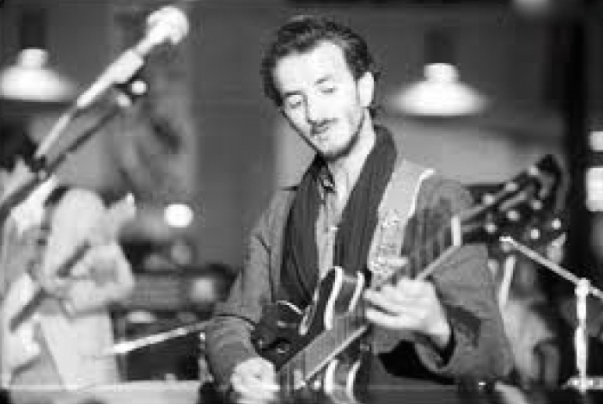
Lotfi Attar, guitariste attitré du groupe

Raïna Raï est considéré comme un pionnier du raï moderne appelé parfois « raï électrique ». Il fusionne les rythmes et instruments traditionnels et instruments rock. Ses tubes les plus populaires sont : Zina Diri Latay, Hagda et Til Taila. Le groupe a participé également au festival de la musique diwane à Béchar, en jouant le guembri, seul instrument à cordes de cette musique.

## Membres
- Lotfi Attar : guitare[1], membre fondateur[3]
- Tarik Chikhi : clavier, membre fondateur[3]
- Kaddour Bouchentouf : interprétation, membre fondateur[3]
- Hachemi Djellouli : percussions, membre fondateur[3]
- Djilali Amarna : interprétation et karkabou (décédé le 6 novembre 2010)[7]
- Kada Zina (Mohamed Guebbache) : Interprétation et Guitares - Basse[5]
- Mimoun Belkheir : percussion[5]
- Nabil Ourradi : basse[5]
- Abdallah Terkmani : guitare rythmique[2]
- Amine Boucherit : percussion[2]
- Mohamed Aboura : bassiste[2]
- Miguel Yamba : Guitare Basse[10]
- Djellouli Hachemi : batterie[10]
- Bouchentouf Kaddour : percussions[10]
- Abbes Khenfour : percussions[10]
- Abderahmane Dendane : saxophone[10]
- Larbi Dida : interprétation[10]
- Nadjib Gherici : guitare
- Othmane Zellat : Batterie[réf. nécessaire]
- Mustapha Zellat : Clavier[réf. nécessaire]
- Zoheir Abidli : Batterie et Guitares - Basse
- Amine Nouaoui : Interprétation[réf. nécessaire]
- Amine Dahane : Clavier[réf. nécessaire]
- Samir Mrabet : Clavier[réf. nécessaire]
- Adem Benkadour : bassiste
- Hadj Hakka : Clavier[réf. nécessaire]

## Au cinéma
Leur titre phare "Zina" apparait dans Tchao Pantin de Claude Berri sorti en 1983, dans la scène d'introduction de Mektoub, My Love: canto uno d'Abdellatif Kechiche sorti en 2017, dans Taxi 5 de Franck Gastambide, ainsi que dans Omar la fraise d'Élias Belkeddar sorti lui, en 2023 et le film Nouveaux riches de Julien Royal sorti lui aussi en 2023.

## Discographie

### Les albums
- Raïna Raï, 1982, Production Sadi Disques.
- Hagda, 1983, auto-production (HTK Productions) dont deux titres furent utilisés dans la bande originale du film Tchao Pantin[11] de Claude Berri avec Coluche.
- Rana Hna, 1985, Édition Rachid & Fethi.
- Mama, 1988, Édition Rachid & Fethi.
- Zaama, 1993, Musidisc.
- Bye Bye, 2001, Lazer Production.

### Les concerts
- Concert à Alger, 1985, fête de la jeunesse à Riadh El Feth[5].
- Live à Paris, 1986 à La Villette[12], auto-production Sadi Disques.
- Concert à Québec, 1987 avec Manu Dibango[13].
- Concert à Marrakech, 1987[13].
- tournée aux États-Unis & au Canada, 1991 à Washington, Boston, Montréal, New York et San Francisco[13]
- Ritz et La Cigale, 1990-1991[13].
- Live à Francfort, 1992, festival Panafricain avec Alpha Blondy[13].
- Concert à Alger, 2000, vingtième anniversaire de Raïna Raï[13].
- Concert au Timgad, 2002[13].
- Live à Paris, 2002, enregistré au Divan du Monde[réf. nécessaire].
- Concert à Casablanca, 2005[réf. nécessaire].
- Concert à Oran, 2008, édition AS[réf. nécessaire].
- Tournée en Algérie et en France, trentième anniversaire en 2010[10]
- Concert à Alger, 2013, Soirées ramadhanesques au Hilton[14].
- Concert à Oran, 2013, Hôtel Méridien[réf. nécessaire].
- Concert à Montréal, été 2016[5], Festival Orientalys.
- Concert à Annaba, Festival Bône Musique[15].
- Festival de la musique Diwane à Béchar, 2019[9].